# Whatever She's Got
Whatever She's Got è un singolo del cantante statunitense David Nail. Esso è stato distribuito nel maggio del 2013 come primo singolo estratto dal terzo album di Nail, I'm a Fire. La canzone è stata scritta da Jimmy Robbins e Jon Nite.

## Successo commerciale
La canzone ha fatto il suo debutto nella Hot 100 il 19 ottobre 2013 entrando alla posizione numero 91, cinque mesi dopo la sua data di distribuzione. Il 30 novembre 2013 entra nella Billboard Canadian Hot 100 alla posizione numero 95.
Dopo un lento esordio il brano ha iniziato a riscuotere un notevole successo. Grazie all'elevato numero di download digitali la canzone è stata certificata disco di platino dalla RIAA il 6 febbraio 2014. Nei soli Stati Uniti ha venduto più di 1,157,000 copie digitali.

## Video musicale
Il video musicale è stato diretto da Chris Hicky ed è stato distribuito nel Luglio 2013.

## Classifiche
| Classifiche 2013/2014                     | Posizione Massima |
| ----------------------------------------- | ----------------- |
| Stati Uniti (Hot 100)                     | 35                |
| Canada (Billboard Canadian Hot 100)       | 34                |
| Stati Uniti (Country)                     | 2                 |
| Stati Uniti (Billboard Hot Country Songs) | 1                 |
| Stati Uniti (Brani Country Digitali)      | 2                 |
| Canada (Country)                          | 4                 |